# Železniční trať Plzeň – Železná Ruda-Alžbětín
Železniční trať Plzeň – Železná Ruda-Alžbětín je jednokolejná železniční dráha. Úsek Plzeň–Klatovy je elektrizován střídavou napájecí soustavou o napětí 25 kV, je součástí tratě 170 a tvoří část celostátní dráhy, zbývající neelektrizovaný úsek do Železné Rudy-Alžbětína (trať 183) je drahou regionální.

## Historie trati

### Počátky provozu
Nejdéle fungujícím úsekem je úsek z Nýrska do Plzně, zprovozněný dne 6. října 1876. V Plzni vlaky původně končily na provizorním nádraží (dnešní Plzeň zastávka), hlavní nádraží začaly obsluhovat až po výstavbě krátké spojky od 20. května 1877. O pět měsíců později, 20. října 1877, byl zahájen provoz na zbývajícím úseku z Nýrska do Železné Rudy. Jeho stavba však byla pro svůj horský charakter technicky náročná a stavitel (společnost Plzeňsko-březenské dráhy) nebyl po katastrofálních povodních roku 1872 a krachu na Vídeňské burze 1873 schopen ji realizovat sám. Přestože byla dráha vystavěna za značného finančního přispění státu, svou společnost ekonomicky vyčerpala a v konečném důsledku přivedla k zestátnění dne 1. července 1884.

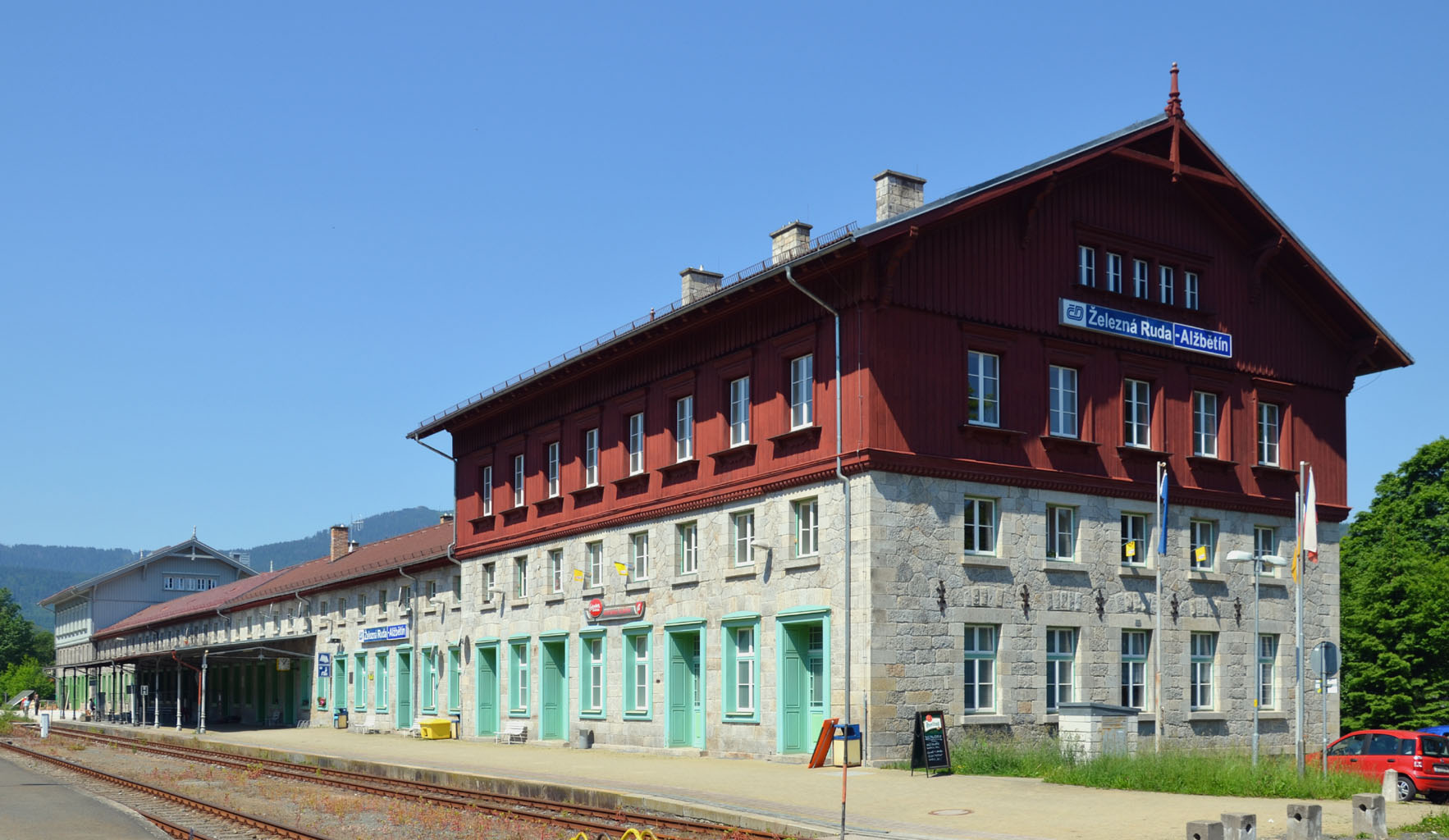
Hraniční železniční stanice Železná Ruda-Alžbětín.

Dráha samotná však získala dvojí prvenství. Špičácký tunel, jímž prochází, se na následujících 130 let stal nejdelším tunelem v českých zemích. Druhým prvenstvím, které si zachovává dodnes, je stanice v Železné Rudě-Alžbětíně, respektive její umístění přímo na česko-bavorské hranici. V době Rakouska-Uherska nepředstavovala taková situace závažnější problém a umožňovala plynulé spojení se Zwieselem a Plattlingem z bavorské strany.
V říjnu 1888 byl zahájen provoz na regionální dráze z Domažlic do Horažďovic. V 7,6 km dlouhém úseku z Janovic nad Úhlavou do Klatov tato dráha využívá již existující kolej plzeňské dráhy.

### Poválečný úpadek
V roce 1938 byl sice úsek z Železné Rudy do Nýrska předán nacistickému Německu, ale většinu války přečkal bez úhony. Ta na něj čekala na jejím konci; 20. dubna 1945 v 8 hodin a podruhé v 17 hodin bylo nádraží v Klatovech letecky napadeno Američany a kompletně zničeno. Provizorní dřevěný přístřešek byl novou staniční budovou vystřídán až o čtrnáct let později, v roce 1959.
Po roce 1948 začal slábnout provoz k hraniční stanici Železná Ruda, která se ocitla na „železné oponě“. Po akci několika odpůrců režimu, kteří se v září 1951 rozhodli unést obsazený vlak s více než stovkou cestujících (později nazvaný jako Vlak svobody), začala komunistická vláda důkladně hlídat hranice a na hraniční železnorudské stanici se to pochopitelně drasticky podepsalo. Uprostřed jejího kolejiště vyrostla betonová bariéra podobná Berlínské zdi a od 3. září 1953 všechny vlaky končily v zastávce Železná Ruda město. Protože zde nebylo možné objet soupravu, musela být k přepřažení sunuta až do stanice Špičák. Do znetvořené hraniční stanice byla zachována pouze sporadická nákladní doprava.

### Nedávná historie
Železniční spojení s Bavorskem se podařilo obnovit ke dni 2. června 1991 po nutných, poměrně náročných rekonstrukčních pracích.[zdroj?] Počátkem 90. let byla prováděna elektrizace tratě v úseku mezi Plzní a Klatovy, elektrický provoz byl v této části tratě zahájen 21. září 1996. 10. prosince 2006 došlo k přejmenování stanice Železná Ruda na delší, ale přesnější „Železná Ruda-Alžbětín“. V roce 2000 byla zprovozněna nová zastávka Železná Ruda centrum, v listopadu 2007 pak  byla znovu otevřena s nástupištěm prodlouženým ze 70 na 240 metrů.
V roce 2015 proběhla rozsáhlá rekonstrukce úseku z Klatov do Železné Rudy. V kolejištích stanic a traťových úsecích ve špatném stavu došlo k výměně kolejového svršku, stanice i zastávky byly peronizovány a došlo k opravám staničních budov. Traťový úsek byl vybaven moderním sdělovacím a zabezpečovacím zařízením 3. kategorie. Během rekonstrukce byla ze stanice Janovice nad Úhlavou odstraněna mechanická návěstidla včetně jednoho seřaďovacího.

## Popis trati

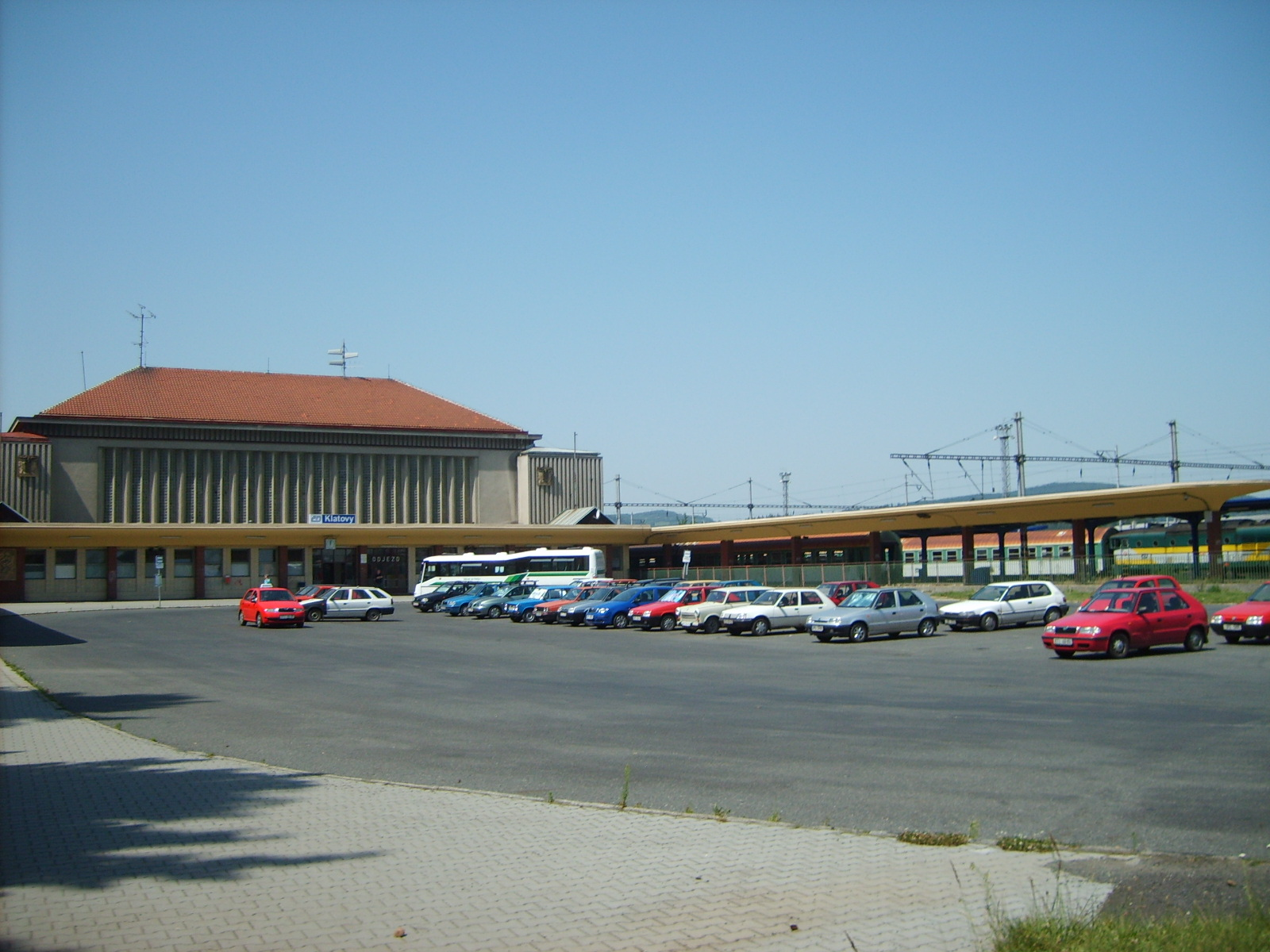
Nádraží v Klatovech. Staniční budova byla dokončena roku 1959 podle návrhu architekta Josefa Dandy.

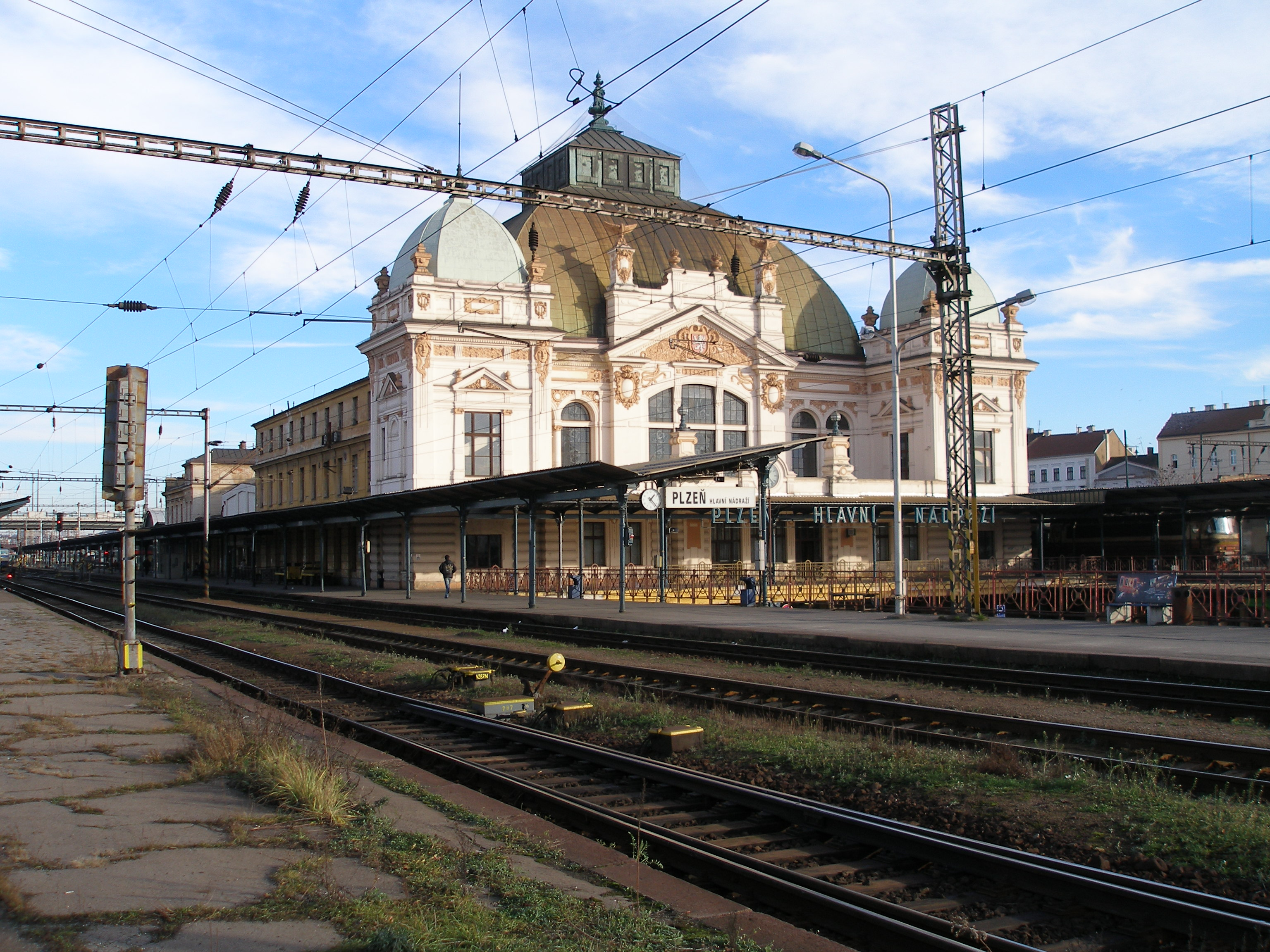
Plzeňské hlavní nádraží, kde trať začíná, ve stavu před rekonstrukcí

Po opuštění stanice Plzeň hlavní nádraží (325 m) dráha společně s chebskou a domažlickou tratí překoná železničním mostem řeku Radbuzu. Za ním se trať odpojuje, stáčí se prudce doleva a nadjezdem překoná obě trati a čtyřproudovou ulici U trati. Nedaleko je nově opravená zastávka Plzeň zastávka. Trať pokračuje dále přes zastávku Plzeň-Doudlevce, kde se stáčí k západu. Sleduje tok řeky Radbuzy a míjí vodní nádrž České Údolí. Trať si stále drží přibližně jižní směr a prochází Dobřany, Chlumčany u Dobřan s vlečkou keramických závodů a po projetí lesa se blíží k Přešticím (375 m). Po opuštění města se trať více přiblíží k silnici I/27 a řece Úhlavě. Tu sleduje až skoro ke stanici Švihov u Klatov. Za Švihovem východním obloukem míjí vrchol Pokrývadlo, později se stáčí zpět a blíží se ke stanici Klatovy (400 m).
Z Klatov pokračuje jihozápadním směrem. Až do Janovic nad Úhlavou (415 m) je traťová kolej společná s tratí Horažďovice předměstí – Domažlice. Nadmořská výška začíná výrazněji stoupat za nádražím v Nýrsku. (465 m) Kvůli členitému terénu Šumavy následuje větší počet táhlých oblouků, začínají se prodlužovat mezistaniční úseky. Za stanicí Hamry-Hojsova Stráž (740 m) získává trať charakter skutečné horské železnice, vede nad hlubokým údolím řeky Úhlavy. Mezi zastávkou Hojsova Stráž-Brčálník (815 m) a stanicí Špičák se nachází Špičácký tunel, původně nejdelší železniční tunel v ČR s délkou 1 747 m. Stanice Špičák je zároveň nejvýše položeným nádražím na trati – 840 m. Potom už trať jenom klesá do stanice Železná Ruda město (790 m) a dále se proplétá městem (je tam i krátký tunel). Následuje nejmladší zastávka města Železná Ruda centrum, trať opouští zástavbu města a po 97 km končí na pohraniční železniční stanici Železná Ruda-Alžbětín (725 m), kde je možné přesednout na vlaky německých drah.

## Provoz na trati

### Jízdní řády
V GVD 2018/2019 je osobní doprava zajišťována vlaky kategorií R, Sp a Os. Rychlíky jezdí v trase linky R16 Praha hl. n. – Železná Ruda-Alžbětín, v úseku z Klatov do Železné Rudy jsou však cestující odbaveni jako ve spěšném vlaku. Celkem linku tvoří osm párů spojů, z nichž pět končí jízdu v Klatovech.[zdroj?]
V nedávné minulosti zažila neelektrizovaná část mírný útlum provozu; na některých osobních vlacích se objevují méně kapacitní vozidla a od roku 2017 prakticky nejsou do Železné Rudy vedeny spěšné vlaky (a jejich roli zde přejímají rychlíky). V roce 2018 do Železné Rudy zajížděl jen jediný spěšný vlak v brzkých ranních hodinách, v následujícím roce již nejezdí ani ten.[zdroj?]
Zajímavostí bylo zajíždění moderních německých motorových vlaků Regio-Shuttle RS1 ze stanice Plattling až do české stanice Špičák. Od GVD 2014/2015 však byla tato služba kvůli nízké poptávce zrušena. Od jízdního řádu 2021/2022 se však Plzeňský kraj, současně s vypsáním výběrového řízení na dopravu během dalších deseti let, chystá objednat přímé spoje z Plattlingu až do Klatov. Český dopravce, zvolený Plzeňským krajem, by se pak na takto trasované lince P24 měl střídat s německým dopravcem, kterého na základě výběrového řízení určí bavorský objednavatel BEG.
Od prosince 2021 nezastavuje ve stanici Plzeň-Valcha žádný vlak osobní dopravy.
Pravidelná nákladní doprava je vedena jedním párem manipulačních vlaků dopravce ČD Cargo, a to pouze v úseku Plzeň – Klatovy.

### Vozidlový park
Na trati se lze v rychlíkové vozbě setkat s lokomotivami řady 362 a soupravami ve složení ABpee347 nebo ABmz346 + Bbdgmee236 + dva nebo tři vozy druhé třídy Bmz235 a posilové vozy Bpee237. Na osobních i spěšných vlacích převažuje v elektrifikovaném úseku řada 242 a soupravy dvou vozů Bdt279 a jednoho vozu BDs450. V neelektrizovaném úseku zajišťuje vozbu rychlíků a některých osobních vlaků řada 754, v současnosti (2019) se na osobních vlacích tohoto úseku objevují i vozidla lokálnějšího charakteru – jednotky 814 nebo vozy 842.[zdroj?]

## Navazující tratě

### Plzeň hl. n.
- Plzeň–Žatec (160)
- Praha–Plzeň (170)
- Plzeň–Cheb (178)
- Plzeň – Domažlice – Furth im Wald (180)
- Plzeň – České Budějovice (191)

### Klatovy (– Janovice nad Úhlavou)
- Horažďovice předměstí – Domažlice (185)

## Stanice a zastávky

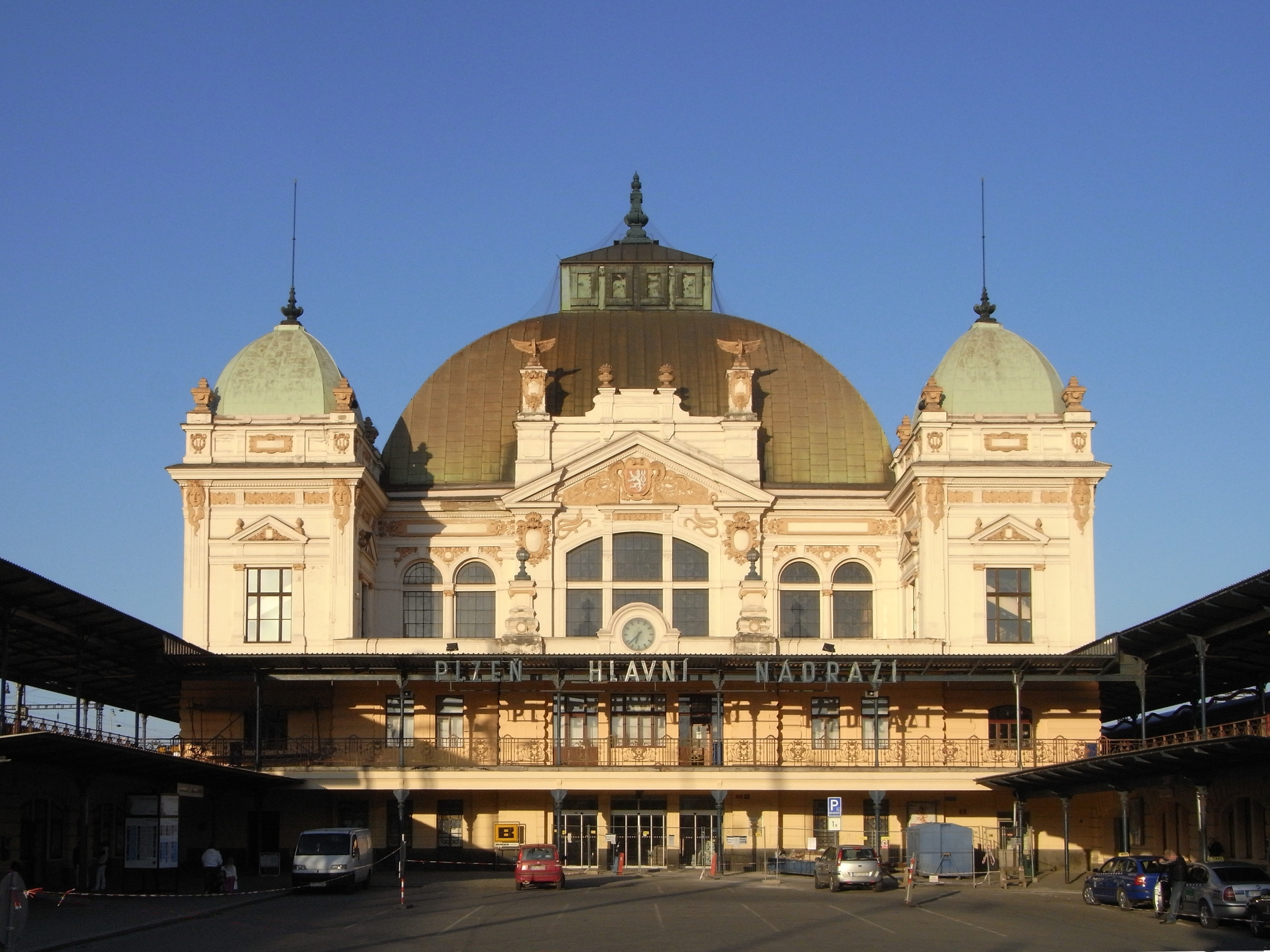
Plzeň hlavní nádraží
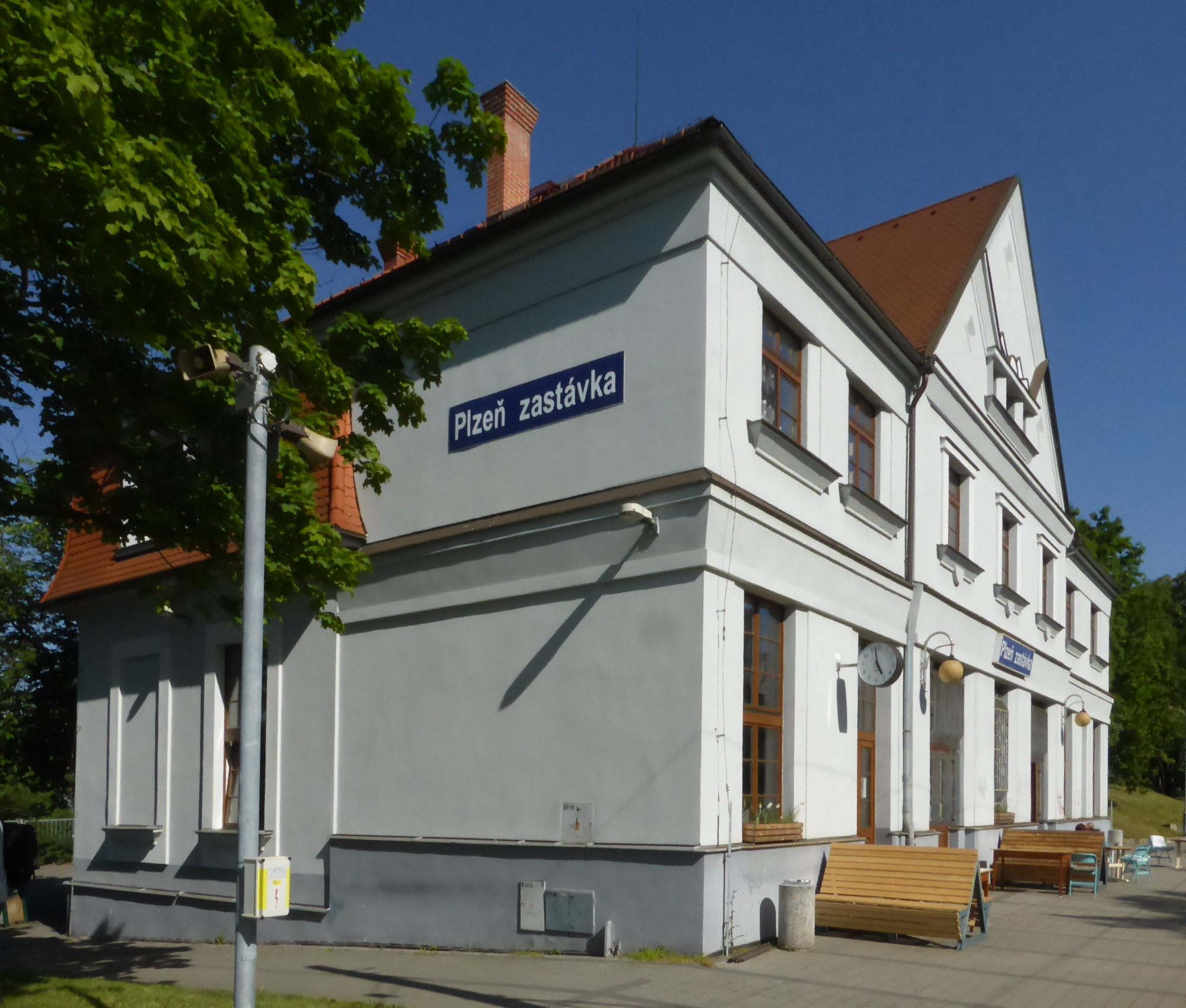
Plzeň zastávka
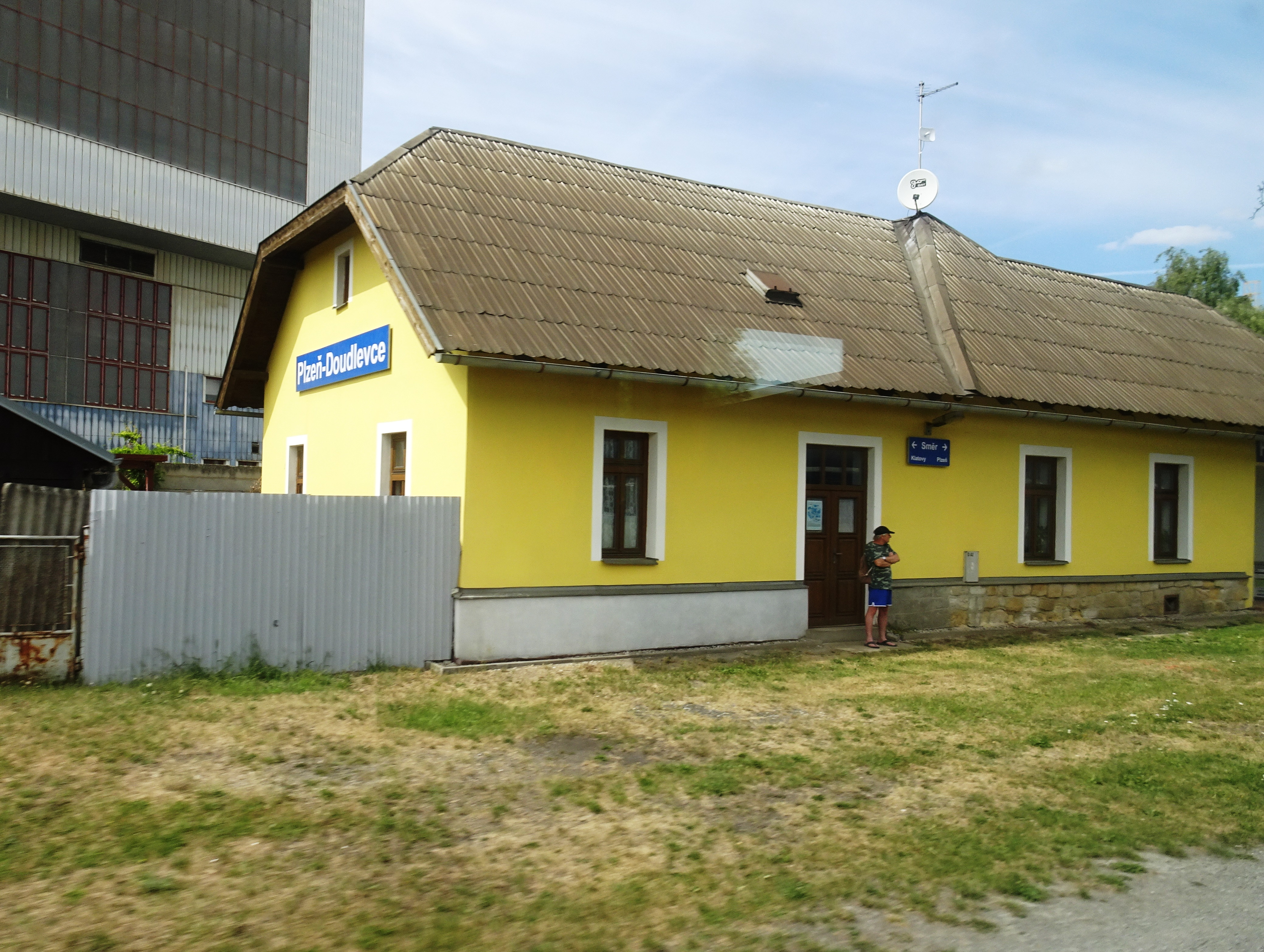
Plzeň-Doudlevce
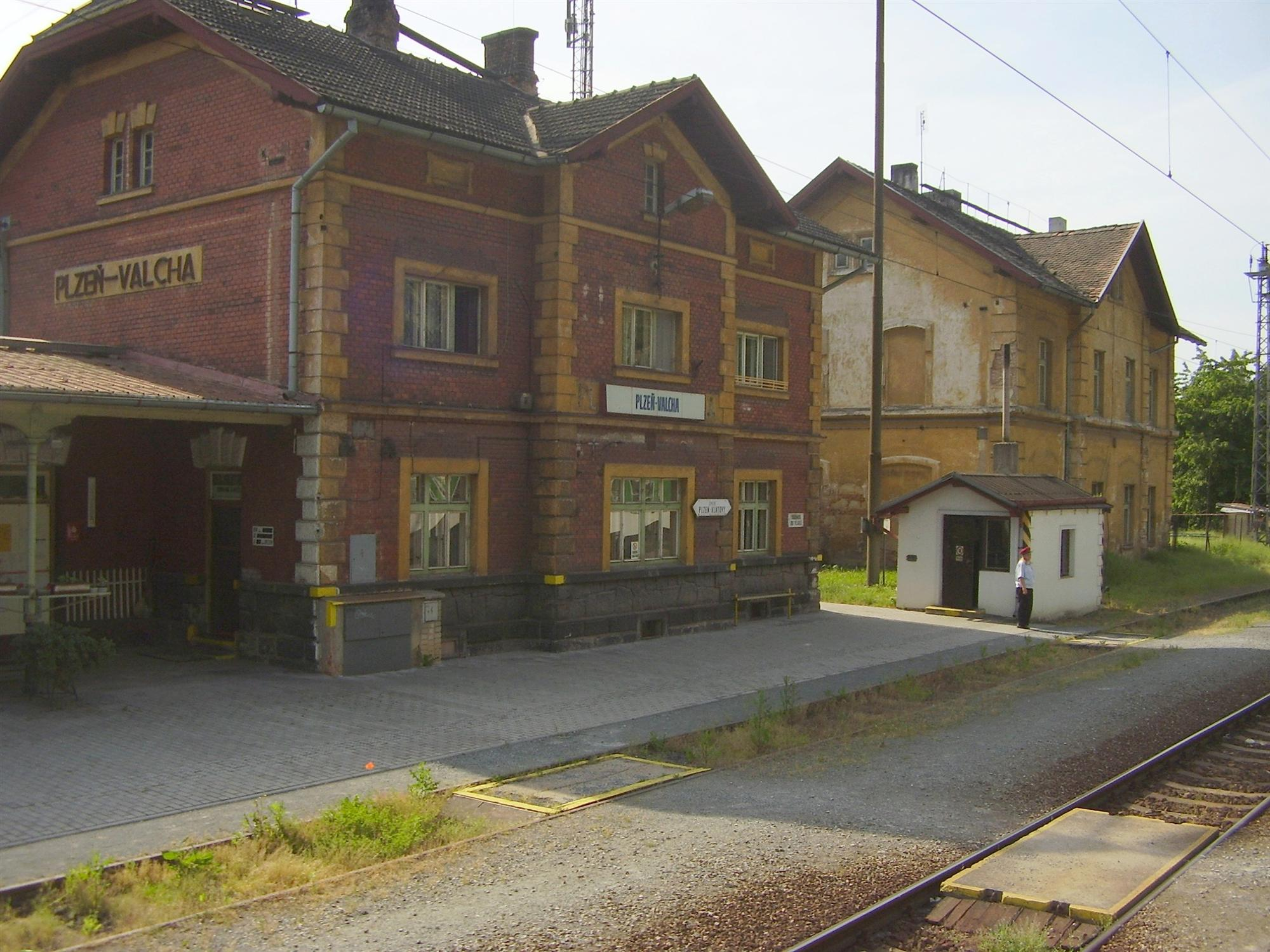
Plzeň-Valcha
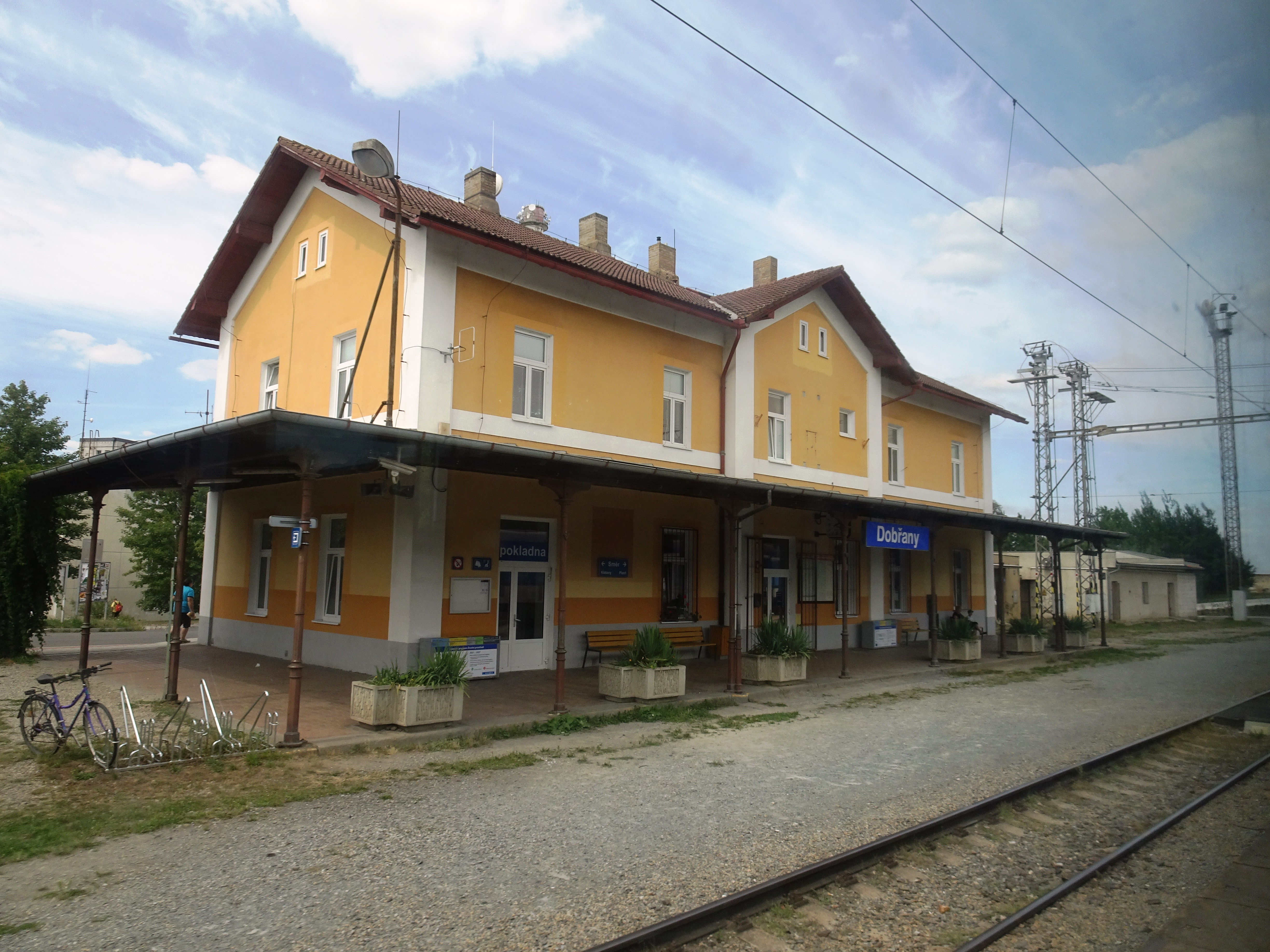
Dobřany
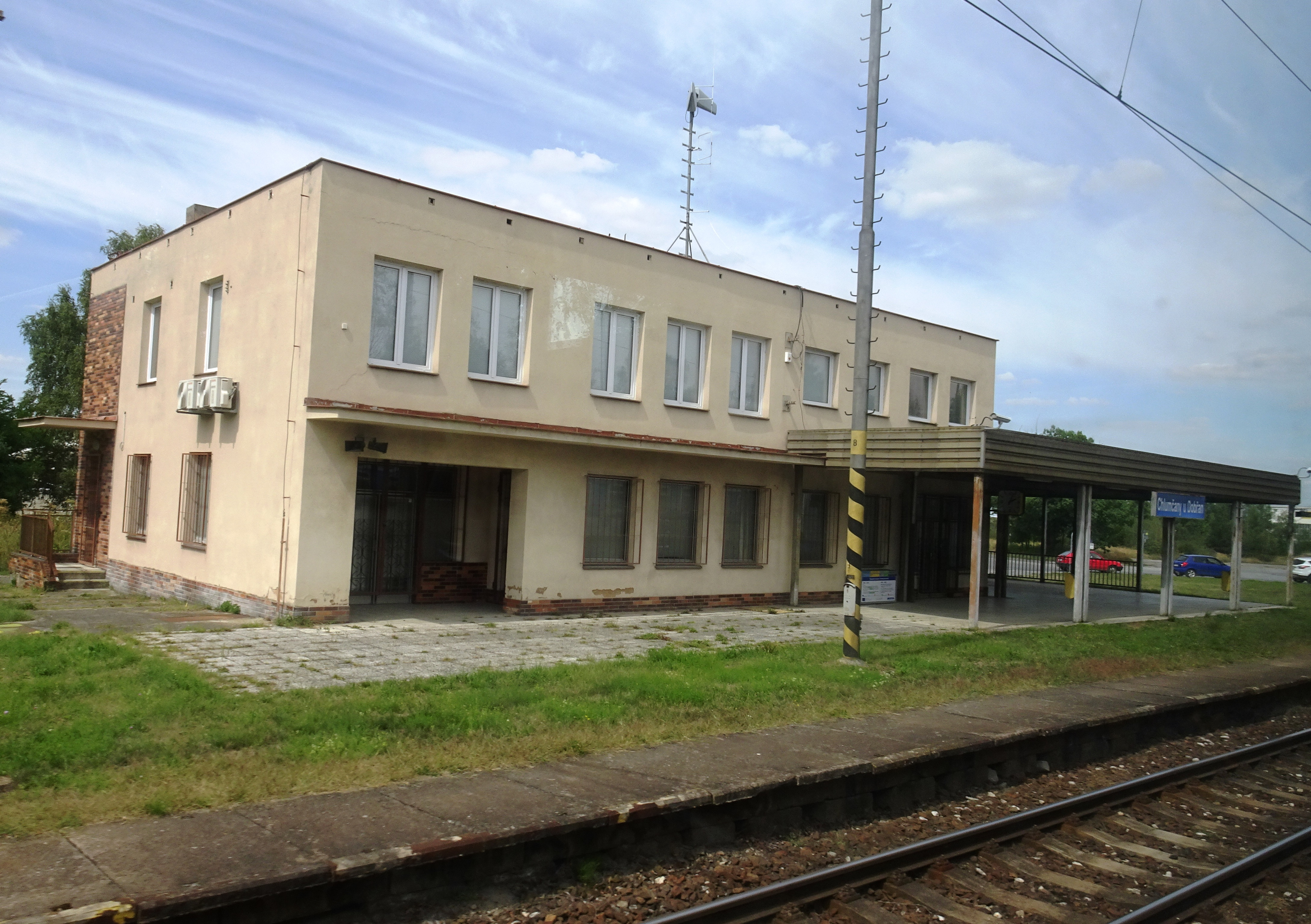
Chlumčany u Dobřan
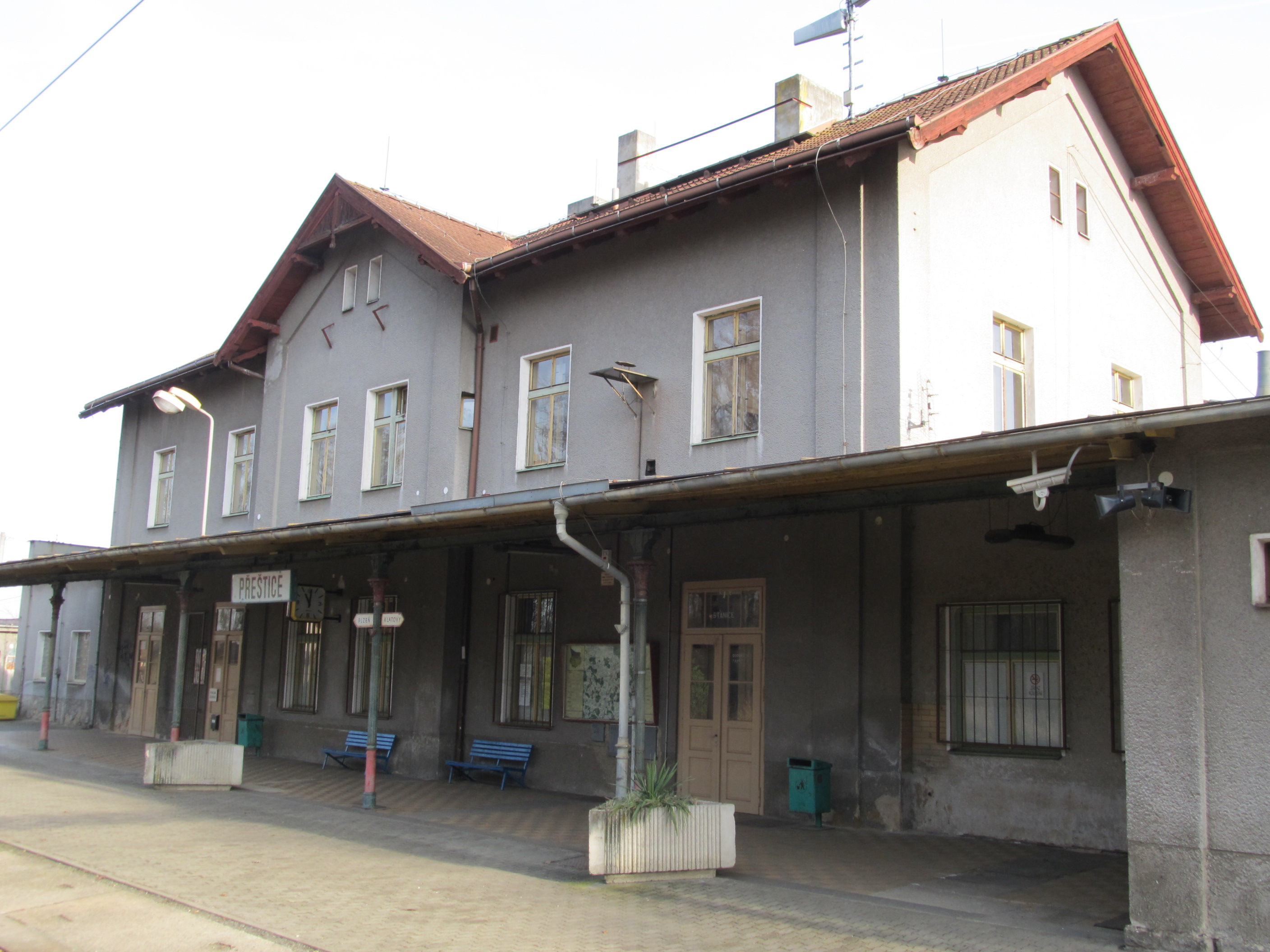
Přeštice
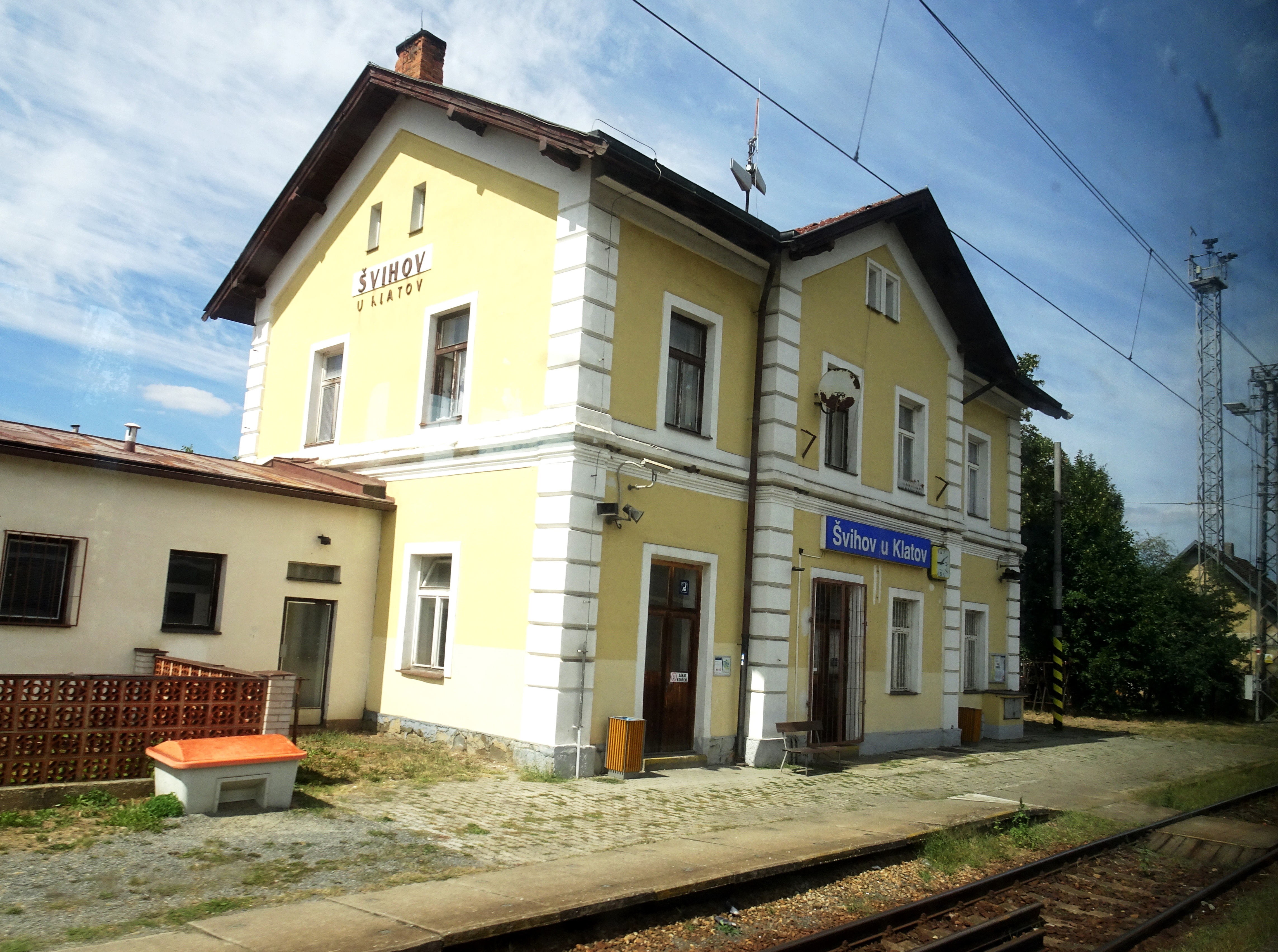
Švihov u Klatov
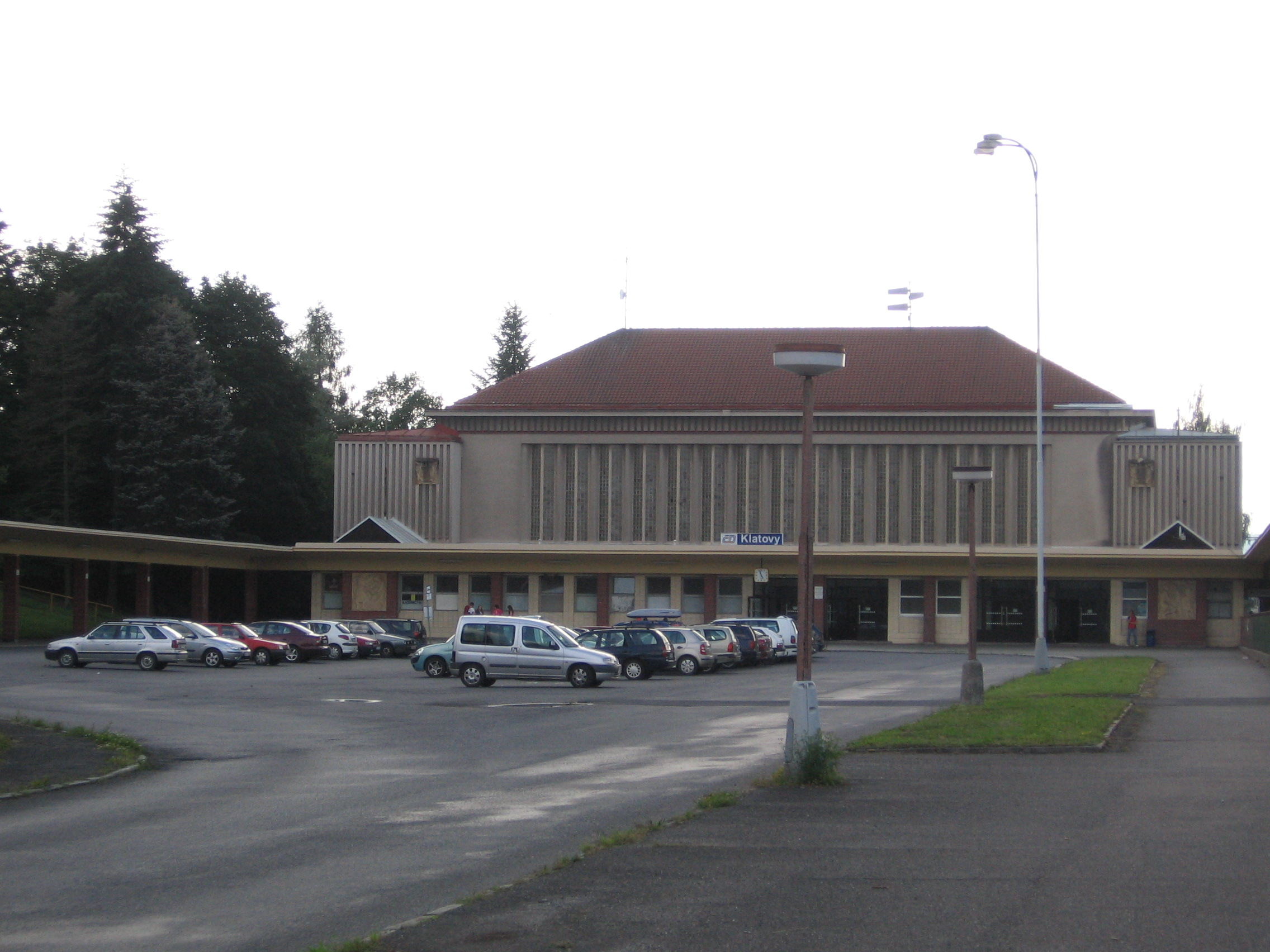
Klatovy
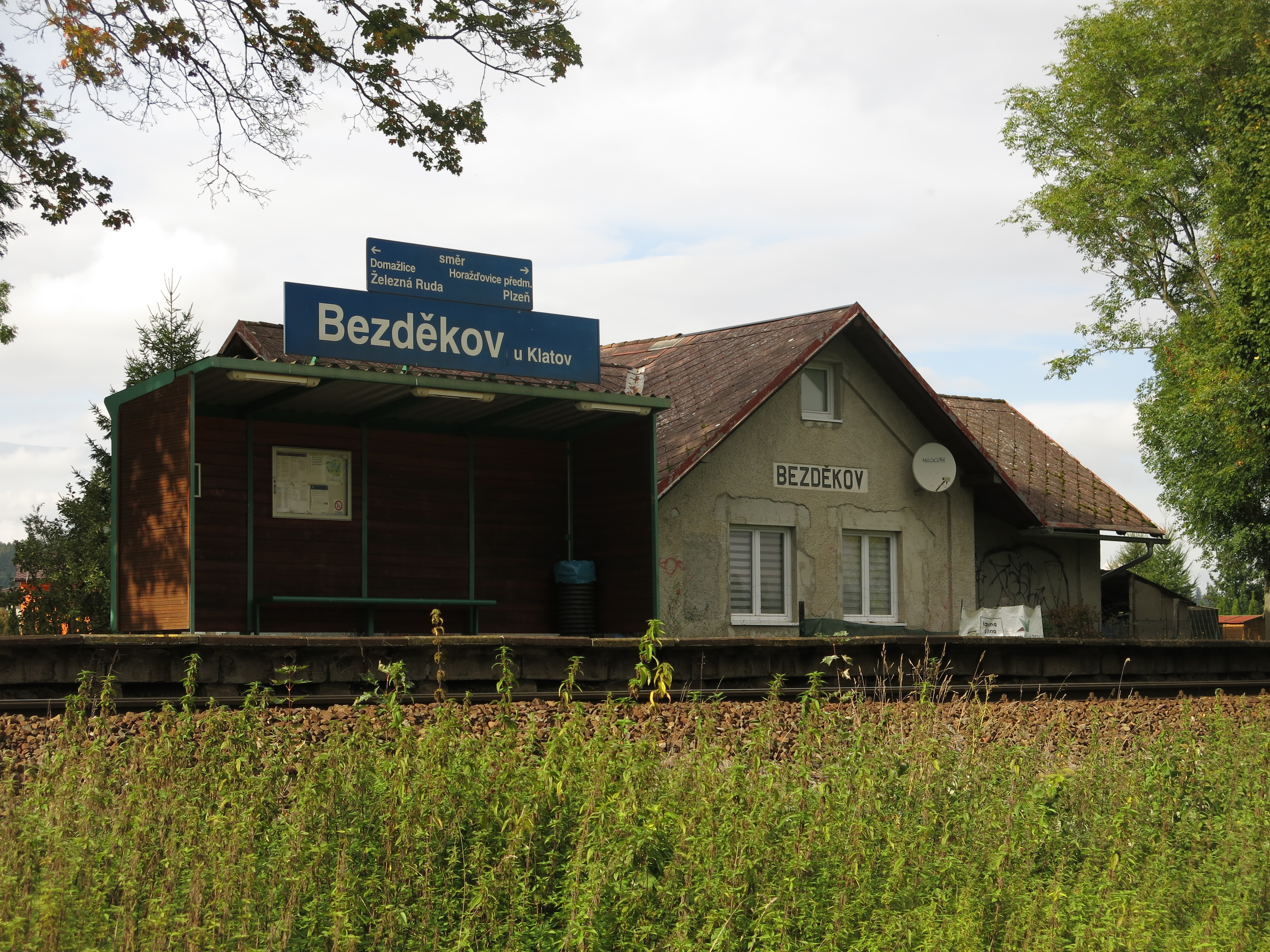
Bezděkov u Klatov
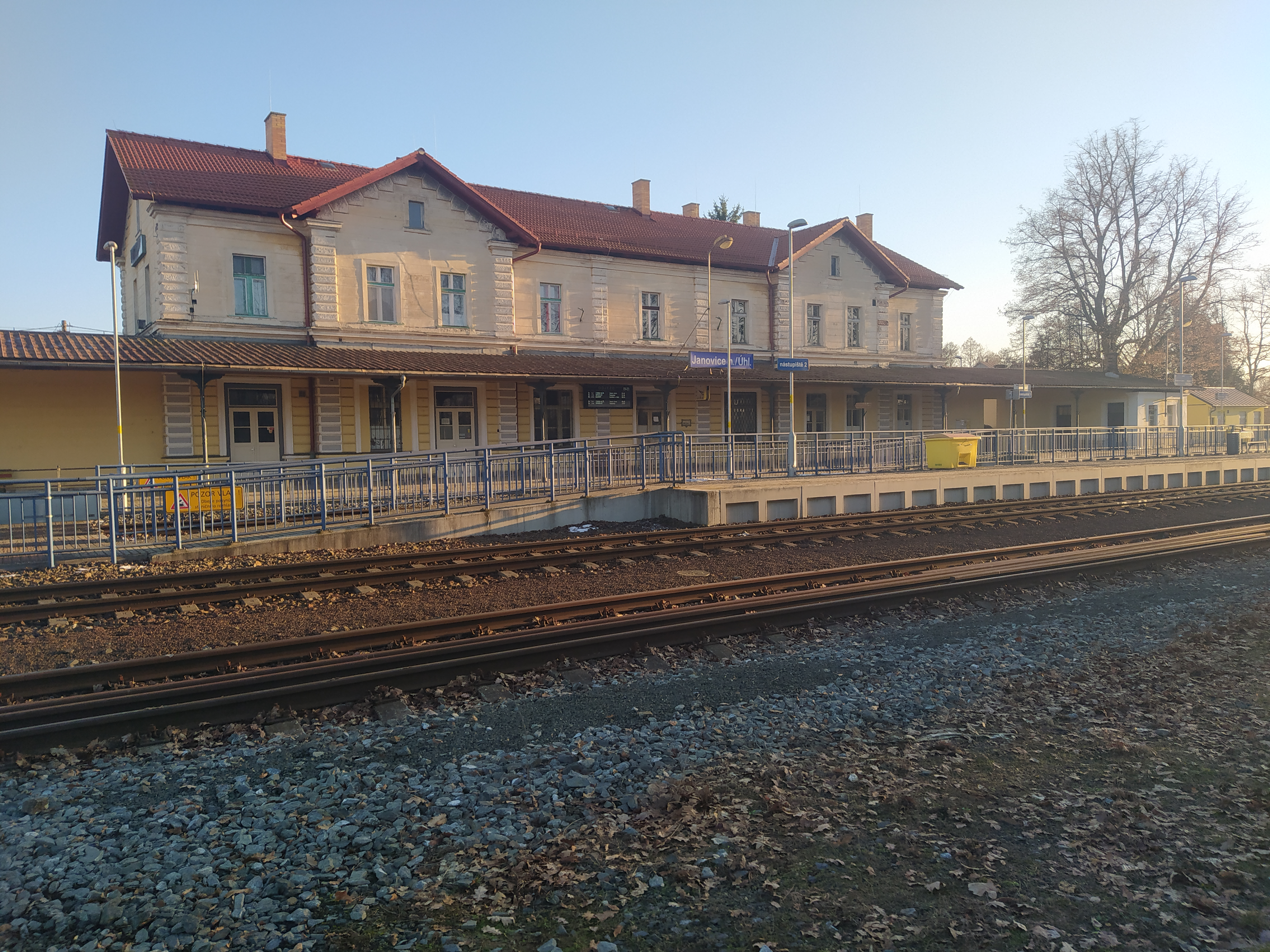
Janovice nad Úhlavou
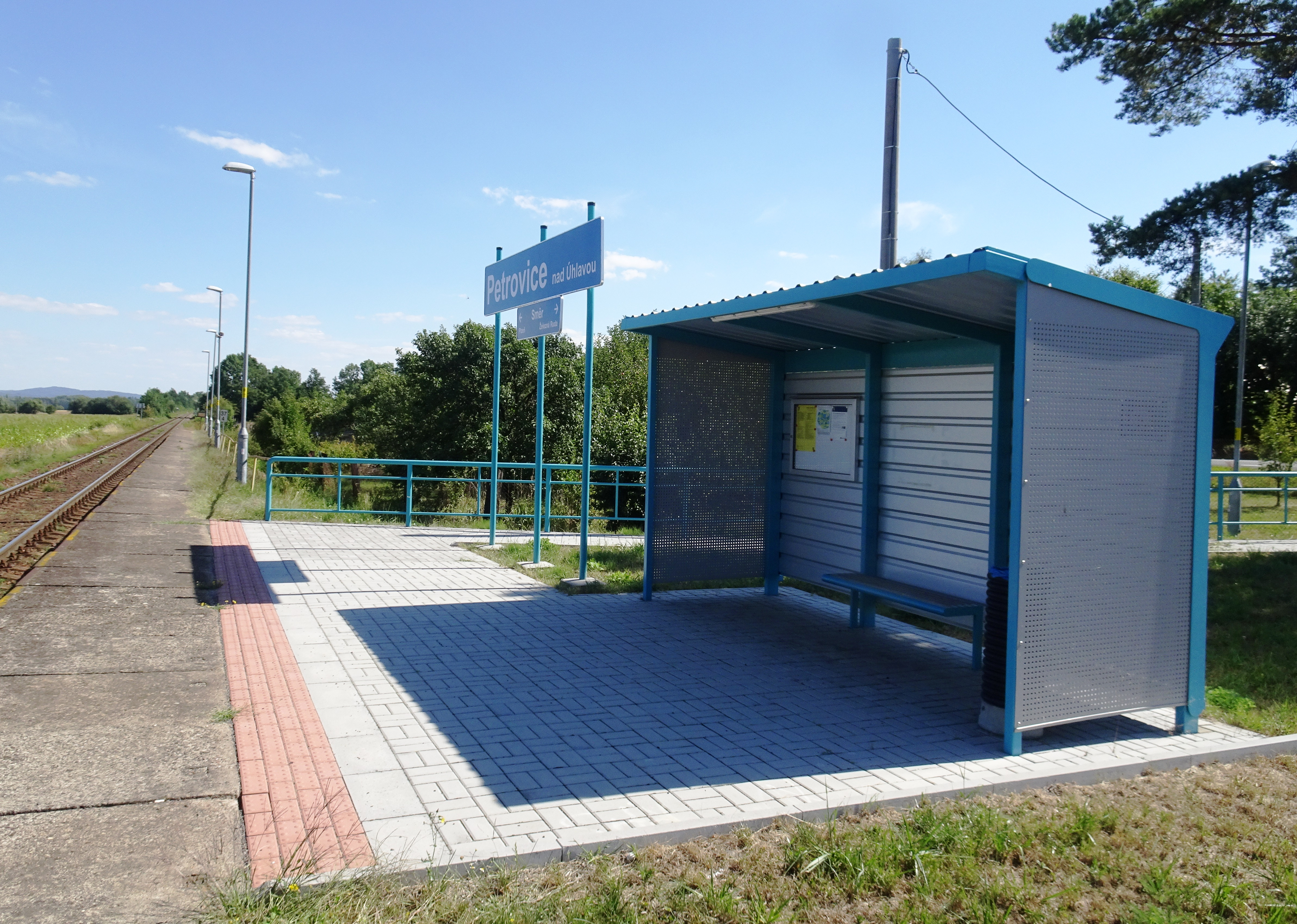
Petrovice nad Úhlavou
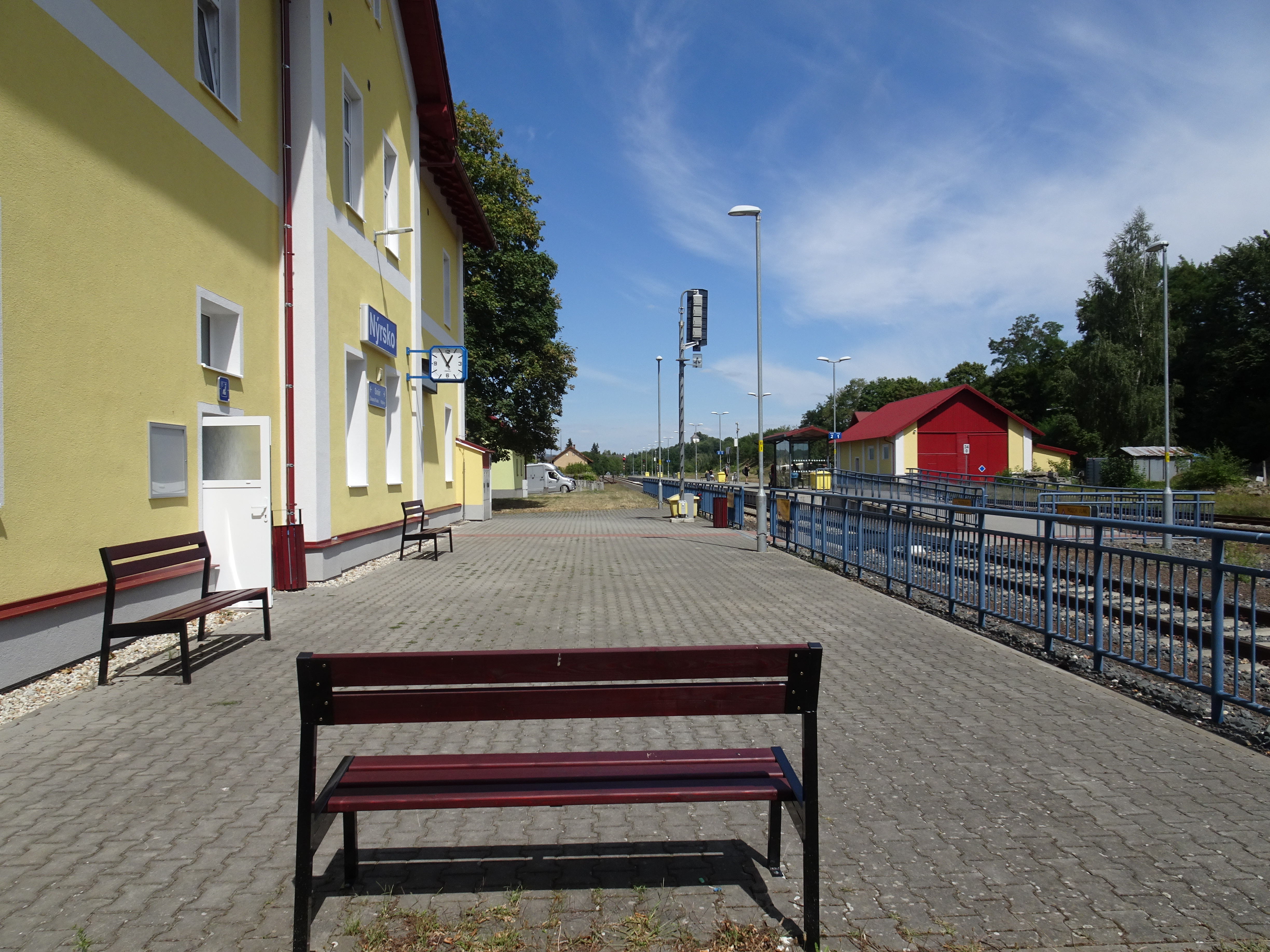
Nýrsko
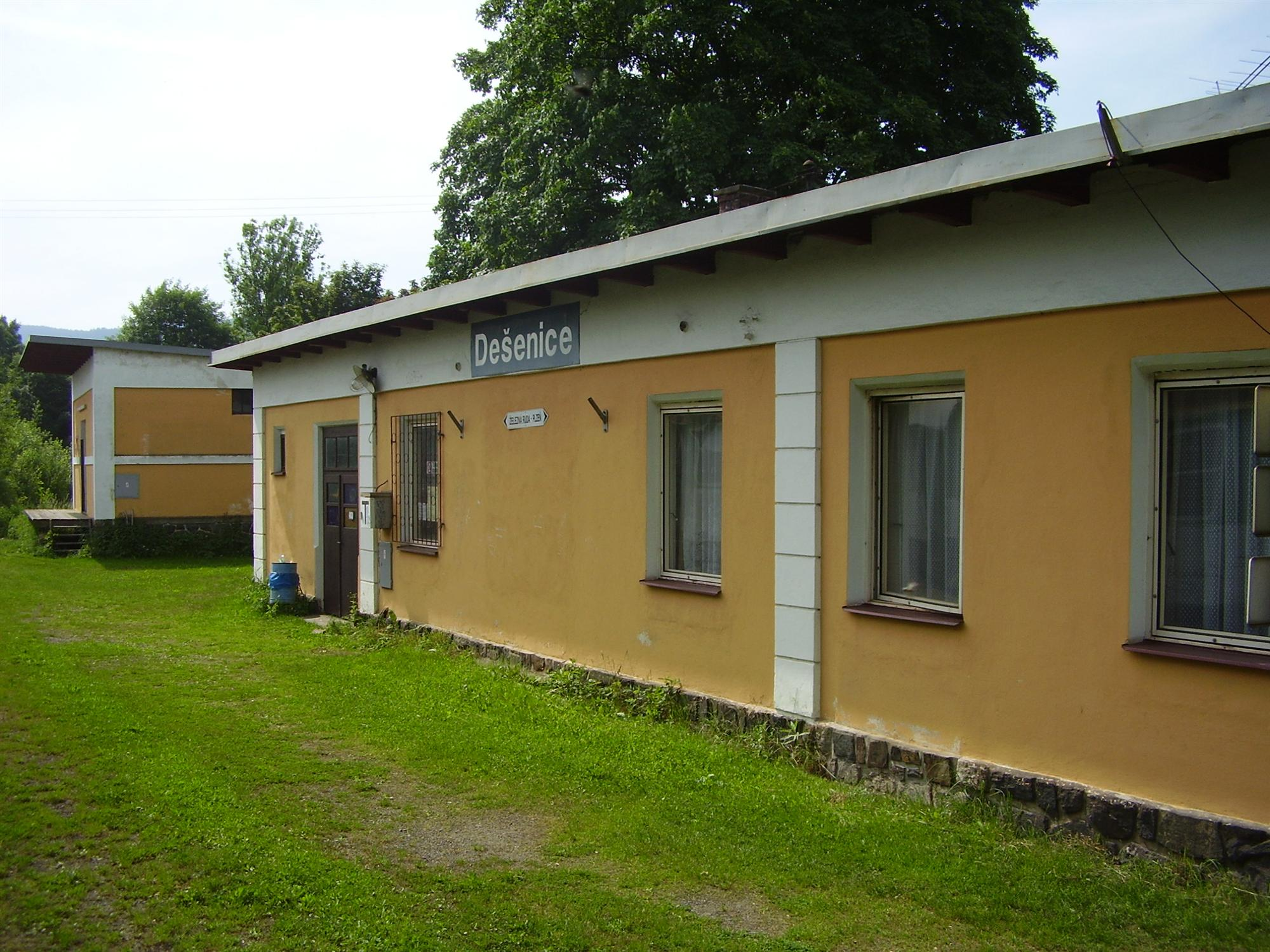
Dešenice
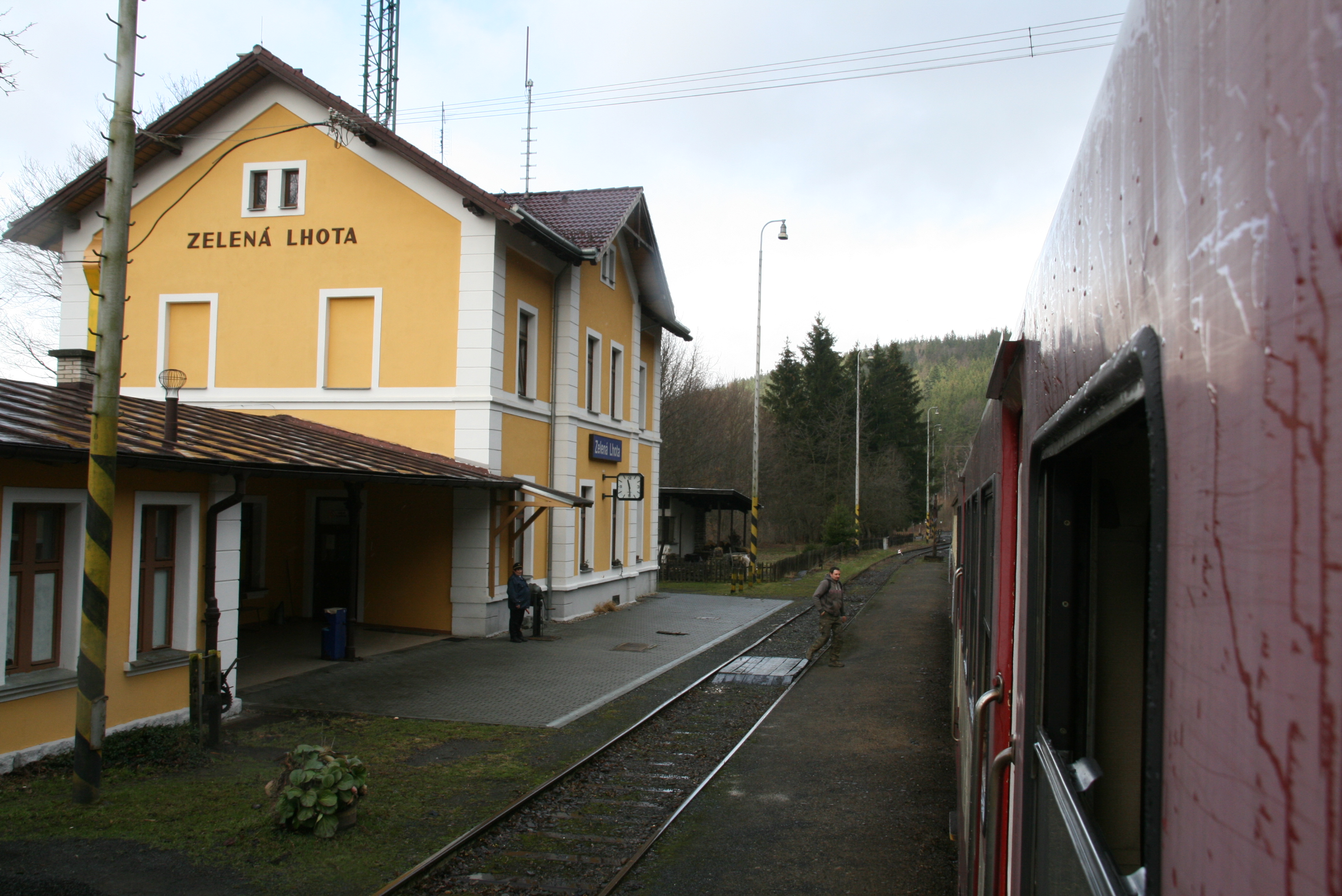
Zelená Lhota
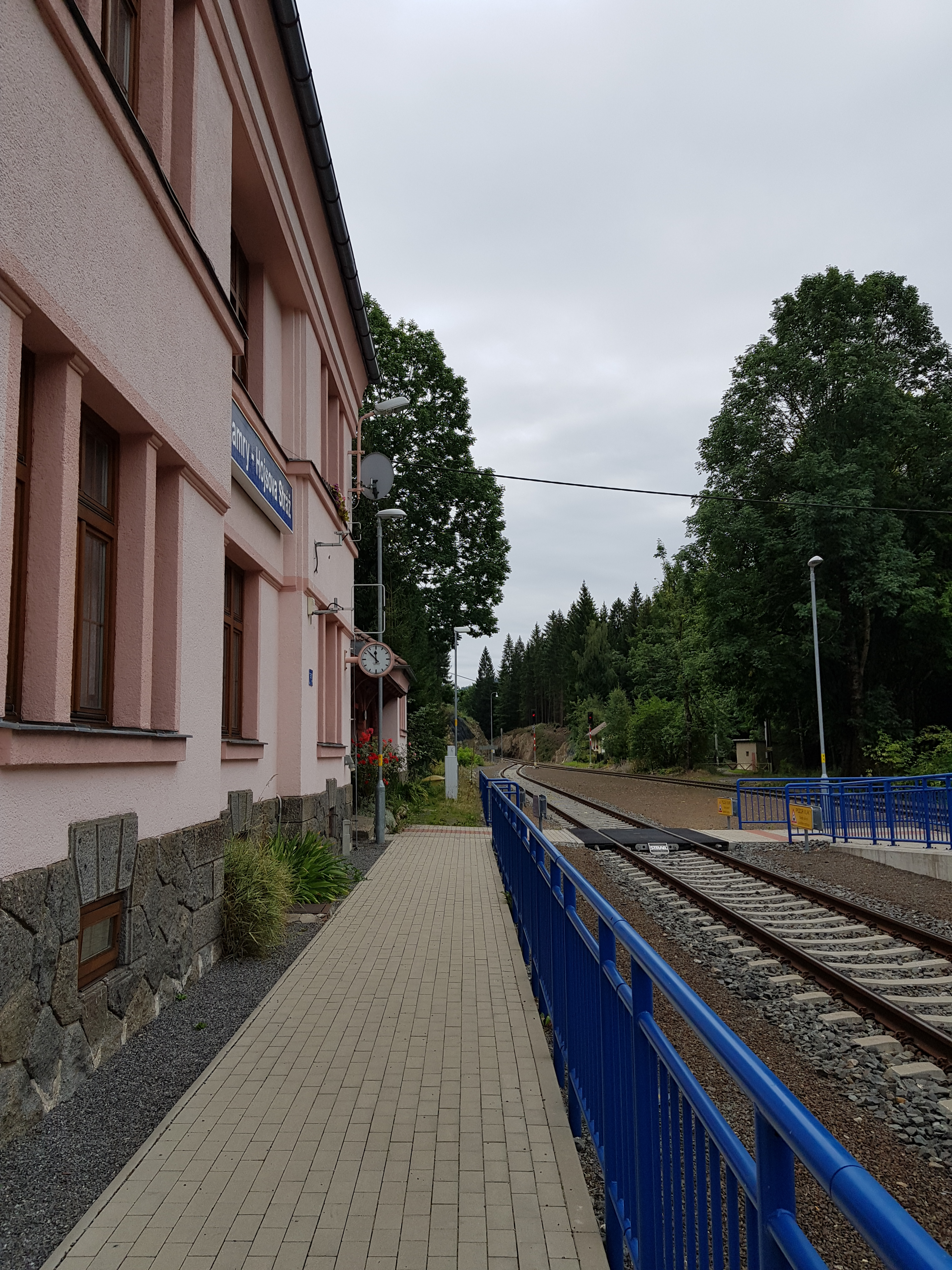
Hamry-Hojsova Stráž
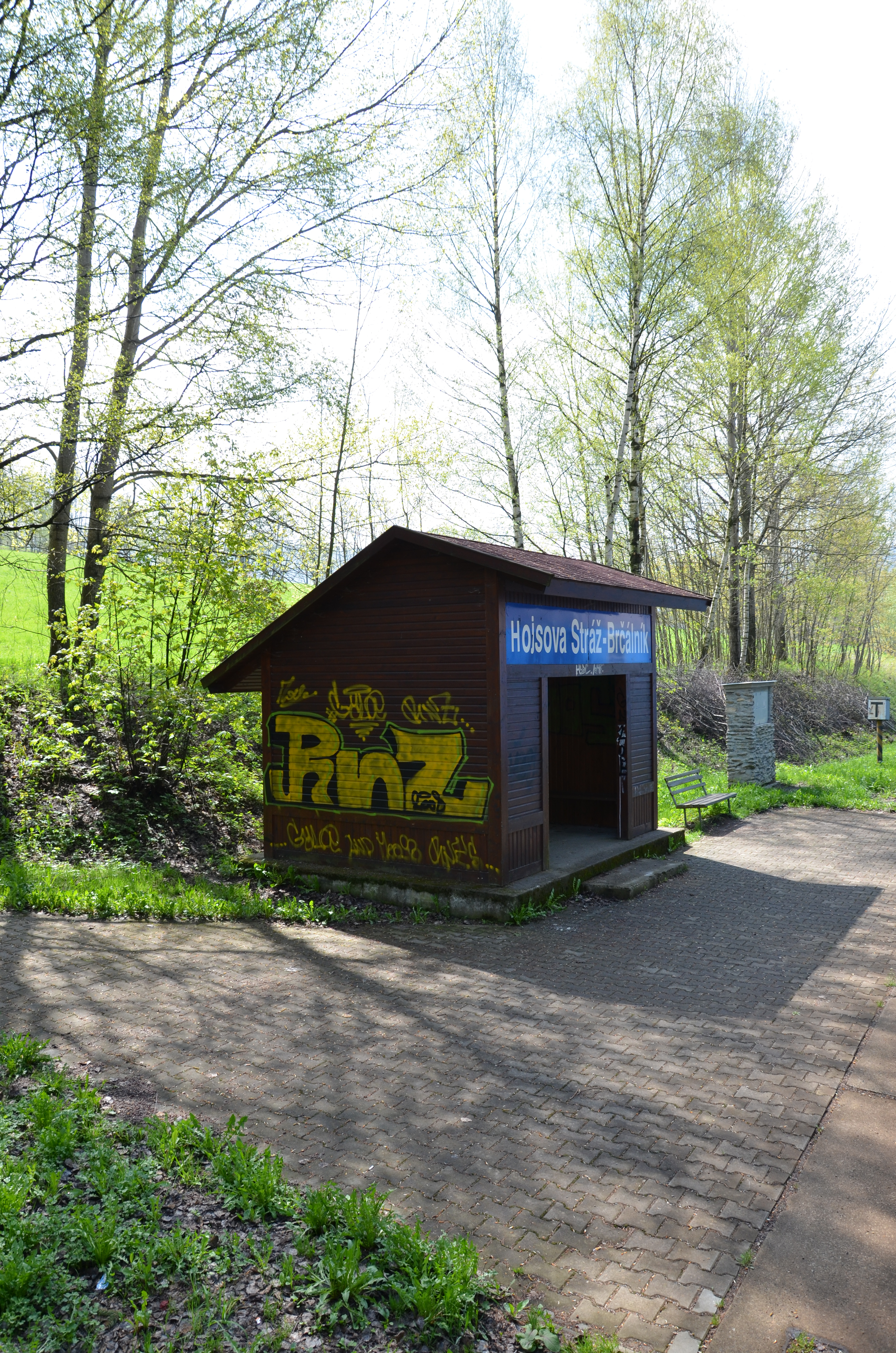
Hojsova Stráž-Brčálník
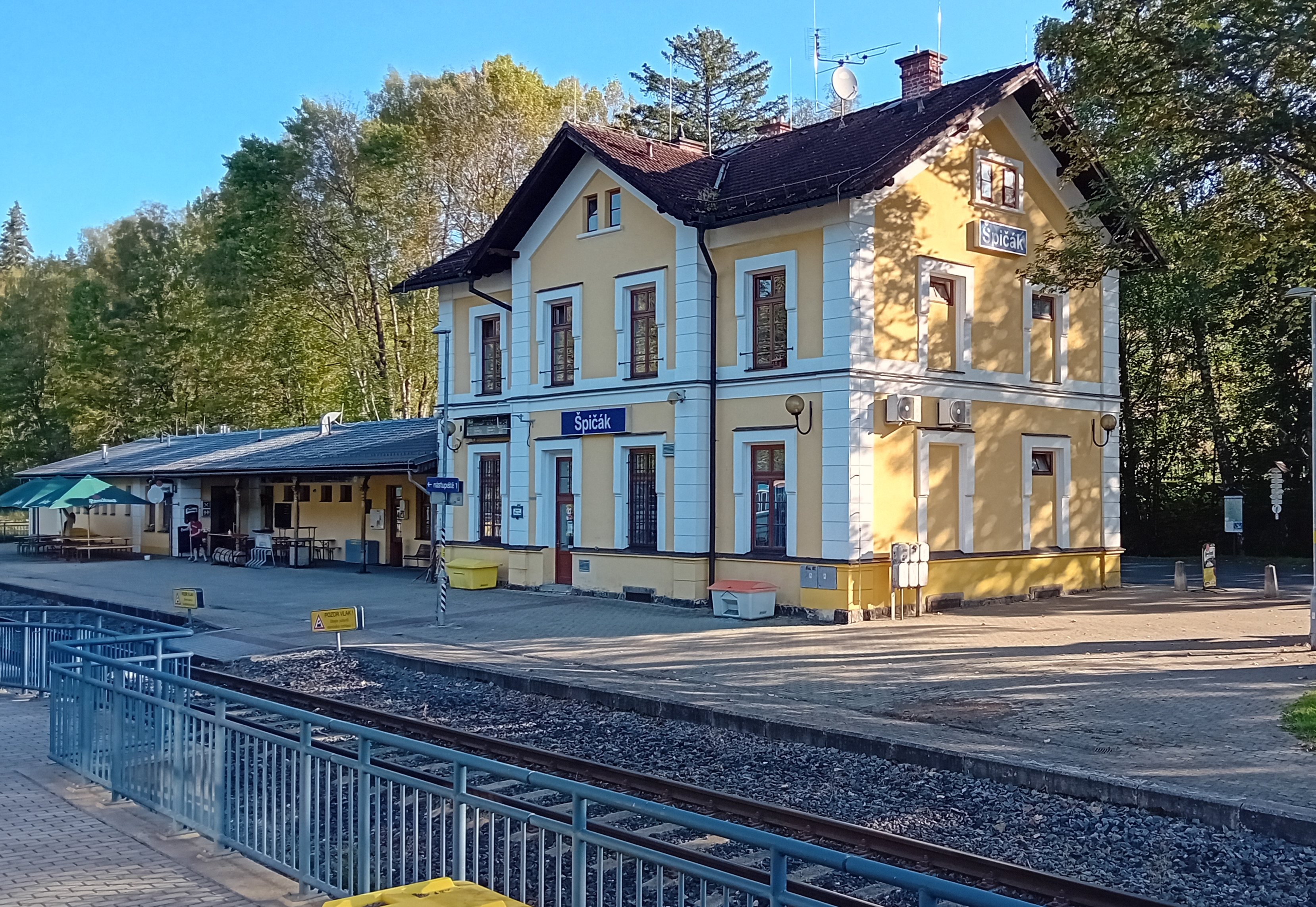
Špičák
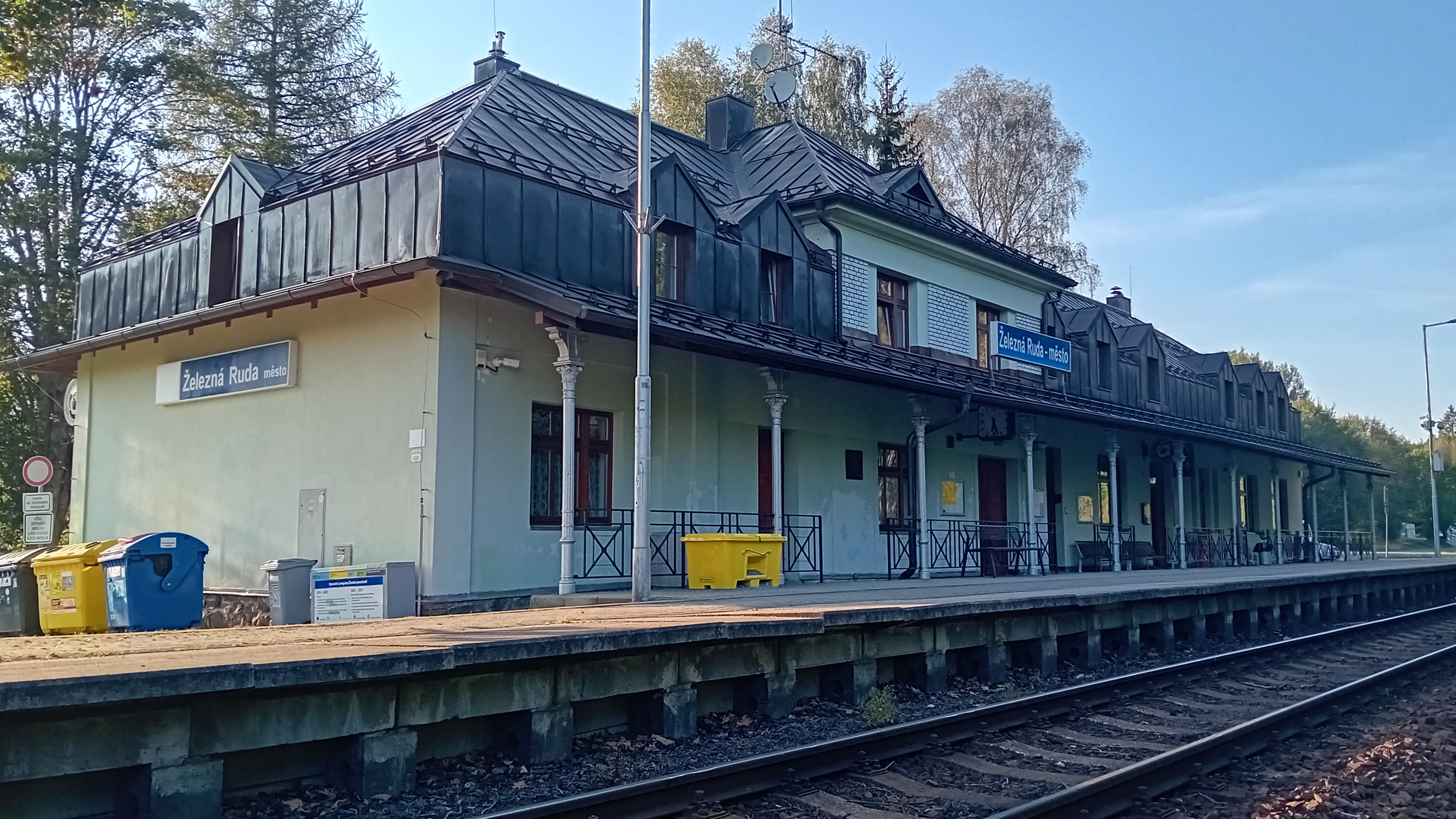
Železná Ruda město
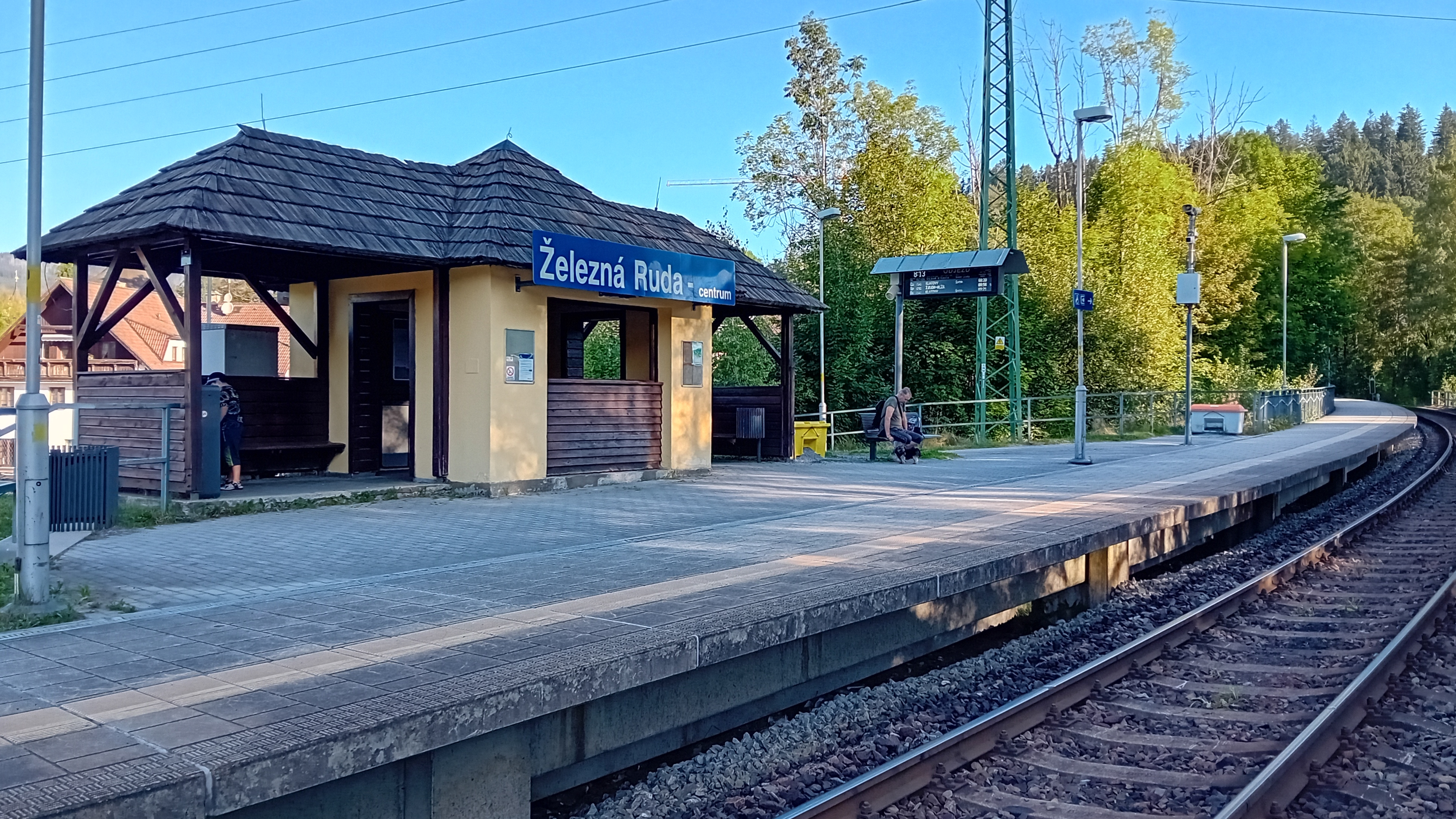
Železná Ruda centrum
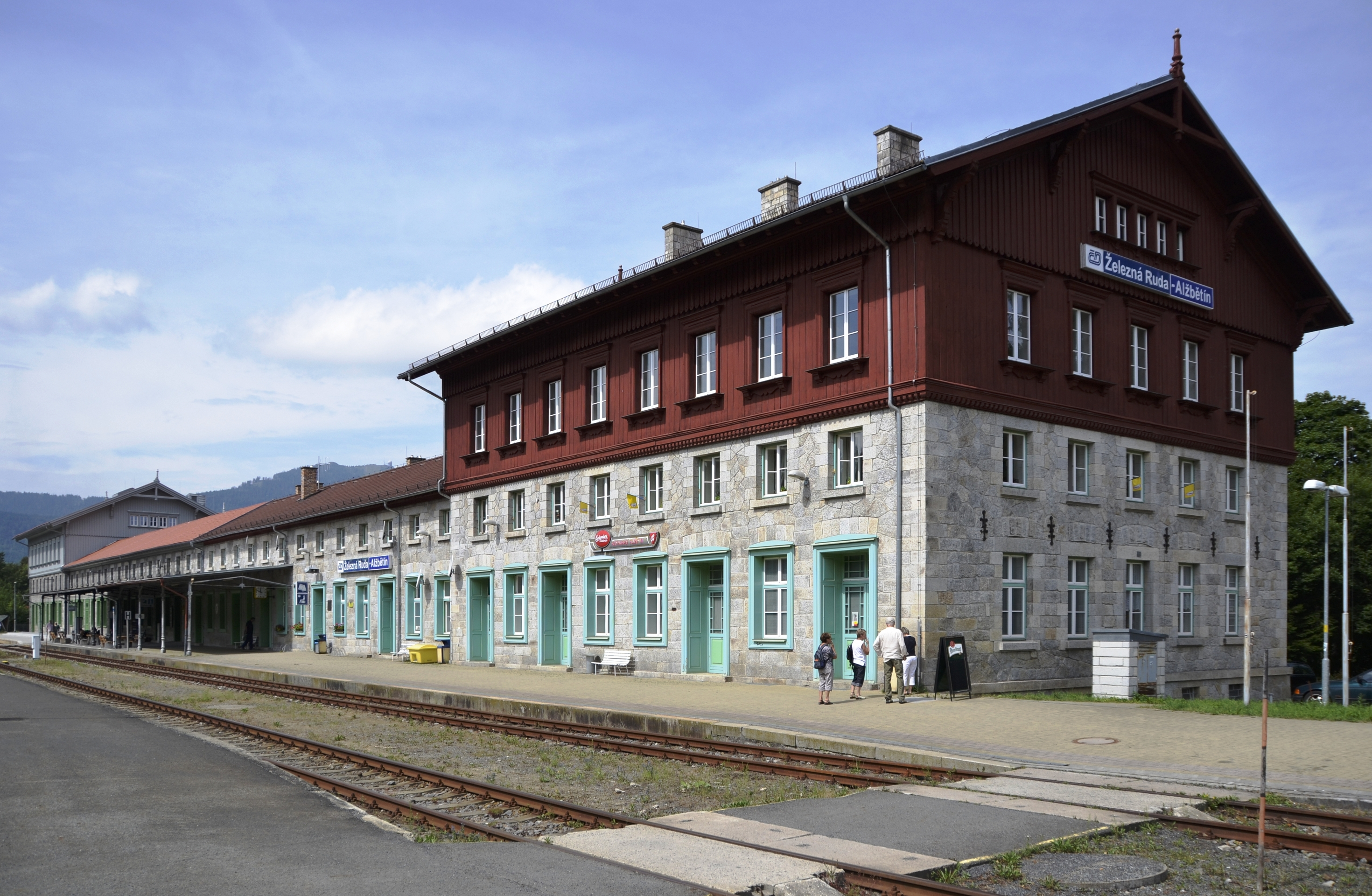
Železná Ruda-Alžbětín